# Szent Imre-kertváros
Szent Imre-kertváros Budapest XVIII. kerületének egyik városrésze.

## Fekvése
- Határai: Üllői út a Kőrös utcai iparvágánytól – Béke tér – Királyhágó utca – Flór Ferenc utca – Kőrös utcai iparvágány az Üllői útig.

## Története
Pestszentlőrincen az elszakított területekről érkező tisztviselők 1925-ben megalakították a Pestszentlőrinci Kertotthon Házépítő, Termelő, Fogyasztási és Értékesítő Szövetkezetet, amelynek szervezésében 1932-re létrejött a családi házas városrész. A névadásban valószínűleg szerepet játszott az 1930-as Szent Imre emlékév.